# شهرستان قازیغورت
شهرستان قازیغورت (به قزاقی: Қазығұрт ауданы، قازىعۇرت اۋدانى) یک شهرستان در قزاقستان است که در استان ترکستان واقع شده‌است.

## خصوصیات
شهرستان قازیغورت ۱۰۶٬۷۶۶ نفر جمعیت دارد.